# Chōtoku
Chōtoku (japanisch 長徳, Kyūjitai: 長德) ist eine japanische Ära (Nengō) von  März 995 bis Januar 999 nach dem gregorianischen Kalender. Der vorhergehende Äraname ist Shōryaku, die nachfolgende Ära heißt Chōhō. Die Ära fällt in die Regierungszeit des Kaisers (Tennō) Ichijō.
Der erste Tag der Chōtoku-Ära entspricht dem 25. März 995, der letzte Tag war der 31. Januar 999. Die Chōtoku-Ära dauerte fünf Jahre oder 1409 Tage.

## Ereignisse
- 995 Der Regent (Kampaku) Fujiwara no Michitaka stirbt[2]